# Tasmidella
Tasmidella is een monotypisch geslacht van korstmossen behorend tot de familie Ramalinaceae. Het bevat alleen de soort Tasmidella variabilis.